# Pukou
Pukou léase Pu-Kóu (en chino, 浦口区; pinyin, Pǔkǒu  qū) es un distrito urbano bajo la administración directa de la Subprovincia de Nankín en la provincia de Jiangsu, República Popular China. Su área es de 910 km² y su población total para 2012 fue superior a los 700 mil habitantes.

## Administración
El distrito de Pukou se divide en 9 pueblos que se administran en poblados.